# Brachymeria libyca
Brachymeria libyca är en stekelart som först beskrevs av Masi 1926.  Brachymeria libyca ingår i släktet Brachymeria och familjen bredlårsteklar. Inga underarter finns listade.